# WarioWare: Smooth Moves
WarioWare: Smooth Moves (おどるメイド イン ワリオ?, Odoru Meido in Wario, Odoru Made in Wario in Giappone, traducibile come "balla con Wario") è un videogioco prodotto da Nintendo per la console Wii. Il videogioco fa parte della serie WarioWare.
Come il predecessore, WarioWare: Smooth Moves è una collezione di microgames da svolgere in pochi secondi. I giochi si svolgono in rapida sequenza e vengono posti al giocatore dei suggerimenti su come svolgere il gioco. Quando un microgioco termina ne inizia subito il successivo. Al quarto errore del giocatore il percorso termina e il giocatore deve ripartire dall'inizio.

## Modalità di gioco

### Personaggi
- Wario
- Mona
- Kat e Ana
- Cricket e Mantis
- Jimmy T.
- Ashley e Red
- Dribble e Spitz
- Penny
- 9-Volt e 18-Volt
- Jimmy P.
- Tiny Wario
- Orbulon
- Dr. Crygor e Mike

### Forme
- Il telecomando
- L'ombrello
- Il manubrio
- Il disegnatore
- L'autista
- Il samurai
- Tiro alla fune
- Il cameriere
- L'elefante
- Battaglia di pollici
- Il recupero
- Il grande capo
- I pesi
- Il bidello
- Il moicano
- Con le dita
- Il pugile
- Mortaio e pestello
- A tavola

## Accoglienza
WarioWare: Smooth Moves, nella recensione è stato considerato abbastanza divertente e pieno di idee e ha ricevuto il punteggio aggregato dell'83% da Metacritic e dell'82% da Game Rankings. Il punteggio è stato dato in base all'intrattenimento del gioco ed attualmente è il videogioco della serie con il punteggio più alto di valutazione e considerato da molti fan come il miglior titolo della saga di WarioWare. Il gioco ha aumentato la fama soprattutto grazie a YouTube.